# 한카이스키군

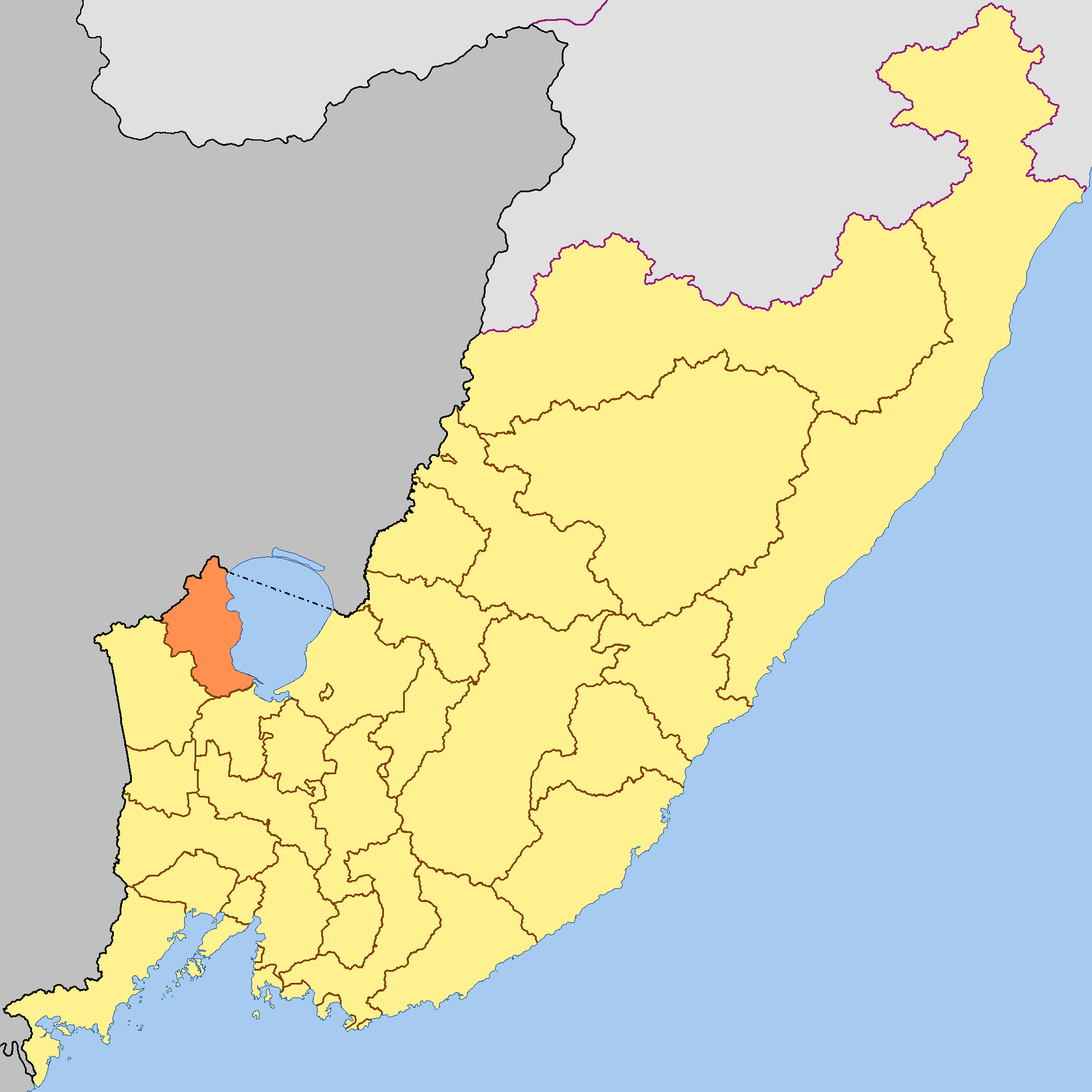
한카이스키 군의 위치

한카이스키군(러시아어: Ханка́йский)은 러시아 프리모르스키 지방의 군으로 한카호의 서쪽에 위치한다. 행정 중심지는 카멘리볼로프이다.
인구는 약 3만 명(1995년)이고, 면적은 2,766km2이다. 블라디보스토크까지 간선도로로 200km, 철도로 255km이다. 하루에 버스가 2회, 철도가 1회로 블라디보스토크와 연결되어 있다.
한카이스키 군은 프리모르스키 지방에서 최대의 농업 지대의 하나이다. 경지 면적은 1,230 km2에 이른다.
깨끗한 자연 환경의 휴양지가 보존되어 있다.